# Xã Jackson, Quận Pickaway, Ohio
Xã Jackson (tiếng Anh: Jackson Township) là một xã thuộc quận Pickaway, tiểu bang Ohio, Hoa Kỳ. Năm 2010, dân số của xã này là 1.132 người.